# Filmdráma
A filmdráma realisztikus szereplőket, helyszíneket, történéseket mutat be. Története erőteljes, a főszereplők személyisége változik a cselekmény során, a közöttük meglévő vagy kialakuló kapcsolatok erősek és gyakran éles fordulatot vesznek. Lehetnek konfliktusok a főszereplők között, de egyetlen főszereplő is vívódhat önmagával. Előfordul a természettel való konfliktus is, amikor a szereplők életveszélyes helyzetekbe kerülnek. A filmdráma a főszereplők legjobb és legrosszabb tulajdonságait mutatja meg, kiélezett szituációkban.
Általában nincsen a középpontban különleges effektus, vígjátéki elem vagy akció. A filmdráma tekinthető a legnagyobb filmes műfajnak, aminek sok alműfaja van (pl. romantikus film, filmvígjáték stb). Ide tartozik a thriller, a melodráma, a történelmi dráma, és általában az életrajzi film is. Ennek megfelelően egy filmet lehet drámának nevezni és ugyanakkor romantikus filmnek is. Szigorúbb értelmezésben a dráma története „nem végződik jól”, az ilyen film megnevezése „romantikus film” helyett inkább „romantikus dráma”, vagy „romantikus tragédia” (ilyen történet például a Rómeó és Júlia).
A filmdráma gyakran nyúl valós problémákhoz, megtörtént eseményekhez. Gyakran hangsúlyozzák is, hogy „a film megtörtént eseményeken alapul”. A drámai témák szinte kimeríthetetlenek. Ez lehet társadalmi probléma, faji, vallási ellentét, előítélet, politikai botrány vagy zavargás, kábítószerfüggés, szegénység, bűnügy (főleg gyilkosság), alkoholizmus, osztályellentét, szexuális kilengés, mentális probléma, korrupció, erőszak, törvénytelenség, háború, természeti katasztrófa, műszaki hiba, sport stb.
A filmdráma ráirányítja a figyelmet a társadalomban meglévő problémákra, feszültségforrásokra.
A hollywoodi filmgyártás kezdeti időszakában a filmcenzúra nem engedte bírálni a társadalmi intézményeket, ezekben a történetekben mindig az egyén volt a bűnös, aki a film végén elnyerte méltó büntetését.

## Példák
Példák a klasszikusnak vagy nagyon jónak tekintett filmdrámákra.
- Casablanca, 1942 - három Oscar-díj, hét egyéb elnyert díj
- Úri becsületszó, (Gentleman’s Agreement ) 1947 - három Oscar-díj, 10 egyéb elnyert díj
- Biciklitolvajok, 1948 - Oscar-díj jelölés, 18 egyéb elnyert díj
- Mindent Éváról, 1950 - hat Oscar-díj, 18 egyéb elnyert díj
- Alkony sugárút, 1950 - három Oscar-díj, 19 egyéb elnyert díj
- Rakparton, (On the Waterfront) 1954 - nyolc Oscar-díj, további 23 egyéb elnyert díj
- Tizenkét dühös ember, 1957 - három Oscar-díj jelölés, 18 egyéb elnyert díj
- Az alcatrazi ember, (Birdman of Alcatraz) 1962 - négy Oscar-díj jelölés, hét egyéb elnyert díj
- A halász cipője, (The Shoes of the Fisherman) 1968 - két Oscar-díj, négy egyéb elnyert díj
- Éjféli cowboy, 1969 - három Oscar-díj, 27 egyéb elnyert díj
- A keresztapa, 1972 - három Oscar-díj, 32 egyéb elnyert díj
- Száll a kakukk fészkére, 1975 - öt Oscar-díj, 31 egyéb elnyert díj
- Taxisofőr, 1976 - négy Oscar-díj jelölés, 27 egyéb elnyert díj
- Az elnök emberei, 1976 - négy Oscar-díj, 18 egyéb elnyert díj
- Dühöngő bika, (Raging Bull) 1980 - két Oscar-díj, 27 egyéb elnyert díj
- Esőember, 1988 - négy Oscar-díj, 24 egyéb elnyert díj
- Miss Daisy sofőrje, 1989 - négy Oscar-díj, 24 egyéb elnyert díj
- JFK – A nyitott dosszié, 1991 - két Oscar-díj, 14 egyéb elnyert díj
- Forrest Gump, 1994 - hat Oscar-díj, 46 egyéb elnyert díj
- A remény rabjai, 1994 - hét Oscar-díj, 25 egyéb elnyert díj
- Ponyvaregény, 1994 - egy Oscar-díj, 74 egyéb elnyert díj
- Léon, a profi, 1994 - öt egyéb elnyert díj
- Apolló 13, 1995 - két Oscar-díj, 33 egyéb elnyert díj
- Hetedik, 1995 - Oscar-díj jelölés, 31 egyéb elnyert díj
- Jerry Maguire – A nagy hátraarc, 1996 - egy Oscar-díj, 29 egyéb elnyert díj
- Good Will Hunting, 1997 - két Oscar-díj, 24 egyéb elnyert díj
- Ryan közlegény megmentése, 1998 - öt Oscar-díj, 81 egyéb elnyert díj
- Amerikai szépség, 1999 - öt Oscar-díj, 117 egyéb elnyert díj
- Harcosok klubja, 1999 - Oscar-díj jelölés, 13 egyéb elnyert díj
- Halálsoron, 1999 - négy Oscar-díj jelölés, 17 egyéb elnyert díj
- Hatodik érzék, 1999 - hat Oscar-díj jelölés, 36 egyéb elnyert díj
- Donnie Darko, 2001 - 11 egyéb elnyert díj
- A Gyűrűk Ura: A Gyűrű Szövetsége, 2001 - négy Oscar-díj, 129 egyéb elnyert díj
- Kapj el, ha tudsz, 2002 - két Oscar-díj jelölés, 16 egyéb elnyert díj
- A Gyűrűk Ura: A két torony, 2002 - két Oscar-díj, 127 egyéb elnyert díj
- A Gyűrűk Ura: A király visszatér, 2003 - 11 Oscar-díj, 217 egyéb elnyert díj
- A tégla, 2006 - négy Oscar-díj, 117 egyéb elnyert díj
- Gettómilliomos, 2008 - nyolc Oscar-díj, 161 egyéb elnyert díj
- Harry Potter és a Halál ereklyéi 2., 2011 - hat Oscar-díj jelölés, 50 egyéb elnyert díj